# Спасск-Рязанское городское поселение
Спасск-Рязанское городско́е поселе́ние — муниципальное образование в Спасском районе Рязанской области Российской Федерации.
Административный центр — город Спасск-Рязанский.

## История
Спасск-Рязанское городское поселение образовано в 2004 году.

## Население
| 2009  | 2010  | 2012  | 2013  | 2014  | 2015  | 2016  |
| ----- | ----- | ----- | ----- | ----- | ----- | ----- |
| 7892  | ↘7745 | ↘7487 | ↘7229 | ↘6971 | ↘6776 | ↘6613 |
| 2017  | 2018  | 2019  | 2020  | 2021  | 2023  |       |
| ↘6555 | ↘6553 | ↘6544 | ↗6558 | ↘5796 | ↘5705 |       |

## Состав городского поселения
| № | Населённый пункт | Тип населённого пункта        | Население |
| - | ---------------- | ----------------------------- | --------- |
| 1 | Спасск-Рязанский | город, административный центр | ↘5705     |